# Жахливий Стариган
Жахливий старий (англ. The Terrible Old Man) — оповідання американського письменника Говарда Лавкрафта обсягом менш як 1200 слів, написане 28 січня 1920 року й вперше опубліковане в аматорському виданні Tryout у липні 1921 року. Це перше оповідання, в якому Лавкрафт використав вигадане ним місце дії — Нову Англію, представивши вигадане містечко Кінгспорт. Оповідання про долю трьох потенційних грабіжників будинку титулованого старого було опоганене критиками за відверто ксенофобську полеміку проти імміграції.

## Сюжет
Жахливий старий, «такий старий, що ніхто не пам'ятає, коли він був молодим, і такий мовчазний, що мало хто знає його справжнє ім'я», живе самотньо в старовинному будинку на Вотер-стріт у містечку Кінгспорт. Навіть серед місцевих жителів мало хто знає подробиці життя старого, але вважається, що колись в молодості він був капітаном ост-індійських кліперів і протягом життя накопичив великі багатства. Ті, хто відвідував маєток, бачили химерні колекції каміння на подвір'ї та спостерігали, як старий веде бесіди з таємничими пляшками на столі, які видають «певні чіткі вібрації, ніби у відповідь». Більшість місцевих жителів намагаються уникати цього чоловіка та його будинку.
Анджело Річчі, Джо Чанек і Мануель Сілва, троє грабіжників, дізнаються про ймовірний скарб старого і вирішують забрати його. Річчі та Сілва заходять до середини будинку, щоби «розпитати» старого про скарб, а Чанек чекає на вулиці підготувавши машину до швидкої втечі. Після довгого нетерплячого очікування Чанека лякає спалах жахливого крику з будинку, але він припускає, що цей галас спричинили його колеги під час надто грубого поводження зі старим під час допиту. Однак ворота будинку відчиняються, і з'являється старий, який «огидно посміхається» до нього. Вперше Чанек звертає увагу на тривожні жовті очі діда.
Згодом на березі моря знаходять понівечені тіла трьох грабіжників, «жахливо порізані, наче безліччю ножів, і жахливо понівечені, наче підборами жорстоких чобіт». Жителі Кінгспорту говорять про знахідку, а також про покинутий автомобіль і крики, які чули вночі, але старий не виявляє жодного інтересу до їхніх пліток.

## Критика
Дослідник творчості Лавкрафта Пітер Кеннон описує оповідання як «трохи більше, ніж полеміку проти вторгнення людей, яких Лавкрафт вважав „іноземцями“, тобто неанглійських іммігрантів, які прибули в дев'ятнадцятому столітті як дешева робоча сила для заповнення фабрик дедалі більш індустріалізованої Америки». С. Т. Джоші визначив, що оповідання було натхненне оповіданням лорда Дунсані «Ймовірна пригода трьох літераторів» (англ. Probable Adventure of the Three Literary Men). Джоші писав, що сучасні критики «намагалися заперечити расизм, який здається очевидним в оповіданні», проте сам Лавкрафт отримує явне задоволення від того, що вбиває злочинців-іммігрантів.

## Адаптації
Оповідання було адаптовано в однойменну безкоштовну пригодницьку гру, випущену для Windows і Android у 2015 році компанією Cloak and Dagger Games. Гра слідує сюжету оповідання, в якій гравці керують Джо Чанеком в ніч спроби пограбування, і містить фінальний текст з оповідання в кінці гри.